# Xantatge (pel·lícula)
Xantatge (títol original en anglès: Butterfly on a Wheel, també coneguda als EUA com Shattered i a Europa com Desperate Hours) és una pel·lícula de misteri del 2007 britànica-canadenca dirigida per Mike Barker, co-produïda i escrita per William Morrissey, i protagonitzada per Pierce Brosnan, Gerard Butler, i Maria Bello. El títol de la pel·lícula és una al·lusió a una línia del poema d'Alexander Pope "Epistle to Dr Arbuthnot (Epístola al Dr. Arbuthnot, en català)": "qui trenca una papallona sobre una roda". La línia s'interpreta generalment com qüestionanda per què algú podria posar un gran esforç en la consecució d'alguna cosa de menor importància o sense importància. Ha estat doblada al català.

## Producció
Pierce Brosnan es va unir a la pel·lícula a finals de 2005. Maria Bello i Gerard Butler es van unir el 19 de gener del 2006 en la producció.
El rodatge va començar al febrer de 2006 i va acabar el mes del maig següent. El rodatge passa per Vancouver i va fins a Chicago, arriba fins al Regne Unit on s'elabora la postproducció. El rodatge també va tenir lloc a Los Angeles.

## Remake
La pel·lícula Malayalam índia del 2010 Còctel és una nova versió sense acreditar de Xantatge.
La pel·lícula Tàmil índia del 2014 Athithi és també una nova versió sense acreditar de Xantatge